# 蘭科省

蘭科省是智利的54個省份之一，位於該國中南部，由河大區負責管轄，首府設於拉烏尼翁，面積8,232平方公里，2002年人口97,153，人口密度每平方公里11.8人。